# Biên giới Việt Nam-Campuchia
Biên giới Việt Nam-Campuchia là biên giới phân định chủ quyền quốc gia, trên đất liền và trên biển, giữa hai quốc gia láng giềng trên bán đảo Đông Dương thuộc khu vực Đông Nam Á là Việt Nam và Campuchia. Hiện tại, biên giới này được gọi là biên giới quốc gia giữa Cộng hòa Xã hội chủ nghĩa Việt Nam và Vương quốc Campuchia dài khoảng 1270 km.
Biên giới này gồm hai phần:
- Phần đất liền là một đường biên trên bộ dài 1137 km[3], từ điểm cực bắc là cột mốc ngã ba biên giới Việt Nam-Lào-Campuchia, đến điểm cực nam là điểm bờ biển vịnh Thái Lan ở Xà Xía, Hà Tiên tỉnh Kiên Giang Việt Nam[4][5].
- Phần trên biển, tuy chưa được phân định thành đường biên cụ thể giữa hai quốc gia, nhưng đã được hai bên Việt Nam và Campuchia định nghĩa bằng một vùng nước lịch sử chung của hai nước theo chế độ nội thủy, nằm trong vịnh Thái Lan. Về tương lai đường biên giới trên biển giữa hai nước phải nằm trong vùng nước lịch sử này[6].

Biên giới Việt Nam-Campuchia được hình thành từ thế kỷ XVII, cùng với quá trình Nam tiến mở rộng lãnh thổ của người Việt, mà chủ thể đầu tiên là cư dân và chính quyền chúa Nguyễn (xứ Đàng Trong) của Đại Việt, xuống tới đồng bằng châu thổ sông Mê Kông và sông Đồng Nai, tiếp xúc trực tiếp với quốc gia láng giềng là vương quốc Khmer (tức vương quốc Cao Miên, Chân Lạp) của người Khmer. Vương quốc này từng có thời kỳ là Đế quốc Khmer lớn mạnh (trong thế kỷ IX đến thế kỷ XV) trước Đại Việt và Chăm Pa.
Điều kiện hình thành nên biên giới Việt Nam-Campuchia gồm hai yếu tố: đó là sự phát triển của Đại Việt như đế quốc ở khu vực Đông Nam Á (thôn tính Chiêm Thành trong nhiều thế kỷ, đặc biệt là giai đoạn các thế kỷ XV-XVII). Kết hợp với sự suy yếu của Đế quốc Khmer, trong nội trị (để hoang hóa lãnh thổ (vùng Thủy Chân Lạp), tranh chấp nội bộ), và bị ngoại xâm (thu hẹp lãnh thổ và can thiệp bởi các vương quốc Thái Lan cổ (Ayutthaya, Xiêm La)), từ thời điểm cực thịnh trước thế kỷ XV đến khi tiếp xúc với người Việt vào thế kỷ XVII, và tiếp về sau. Hai điều kiện này đảm bảo cho người Việt khai mở và xâm lấn, trong các thế kỷ XVII - XIX, một vùng đất mới ở phương nam vốn từng thuộc Đế quốc Khmer, vượt qua lãnh thổ Chiêm Thành.

## Cấu trúc hiện tại của biên giới

### Biên giới đất liền

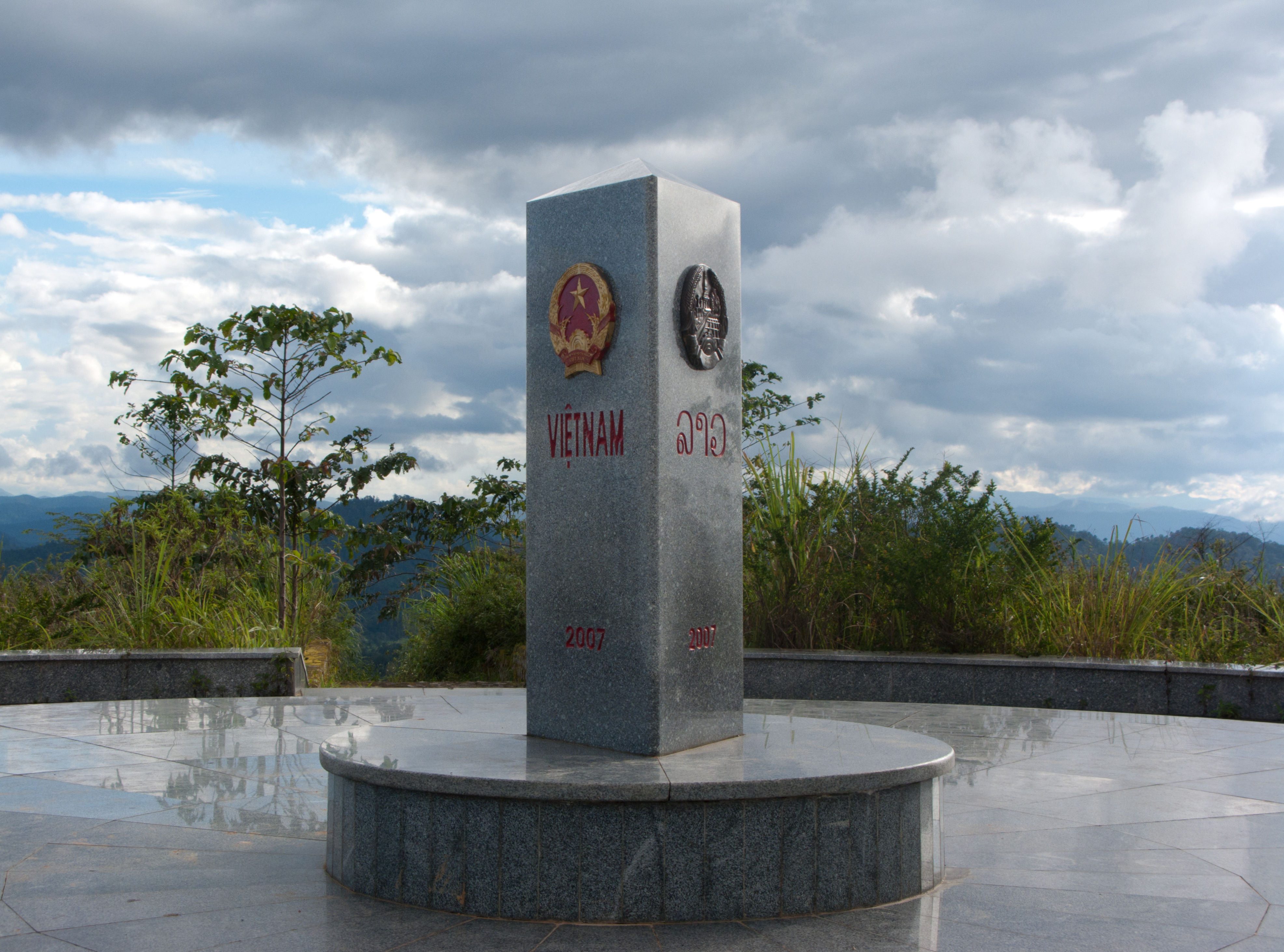
Cột mốc ngã ba biên giới Việt Nam - Lào - Campuchia ở xã Bờ Y, huyện Ngọc Hồi, tỉnh Kon Tum.

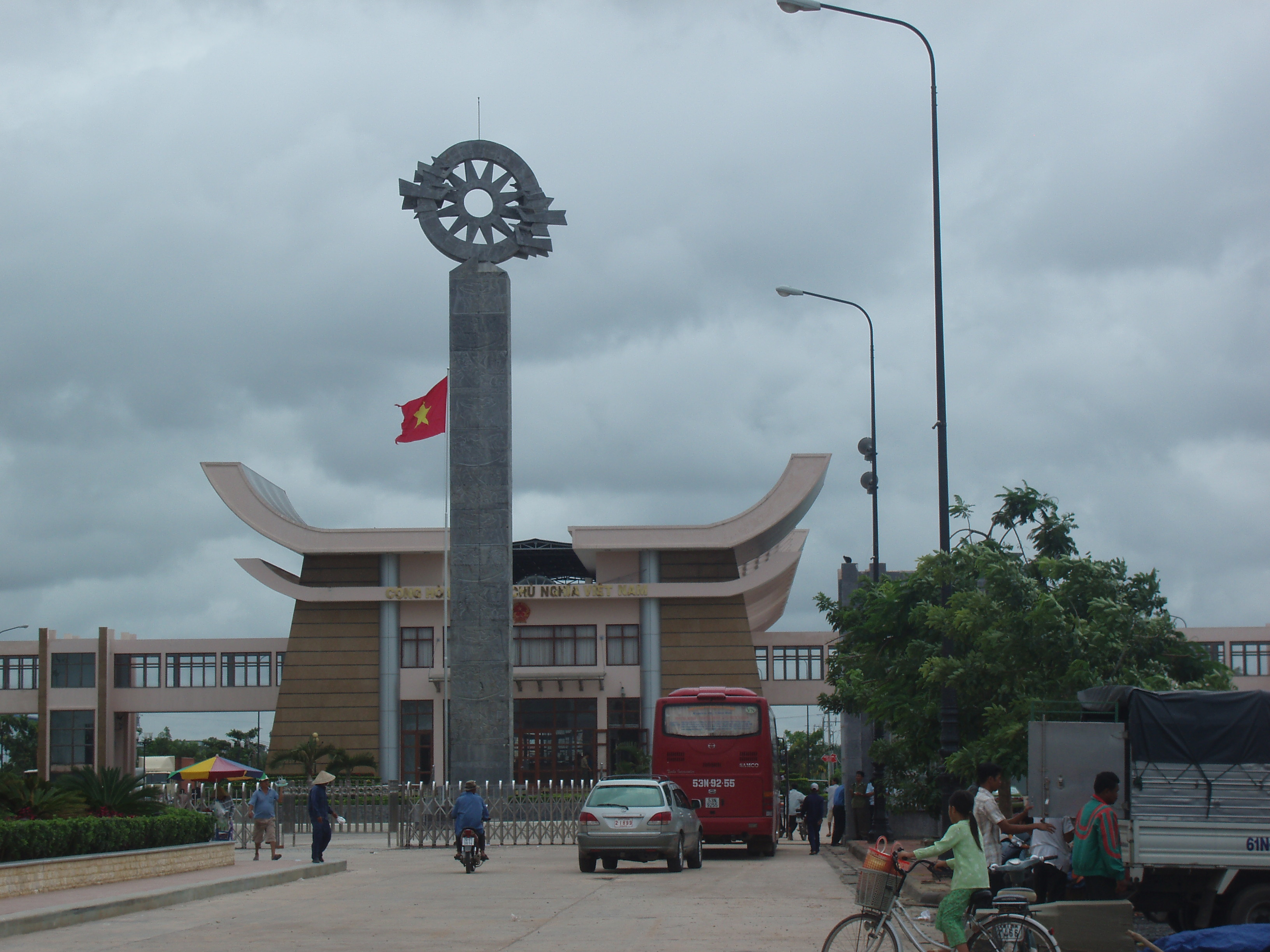
Cửa khẩu Mộc Bài tỉnh Tây Ninh, trên biên giới Việt Nam-Campuchia.

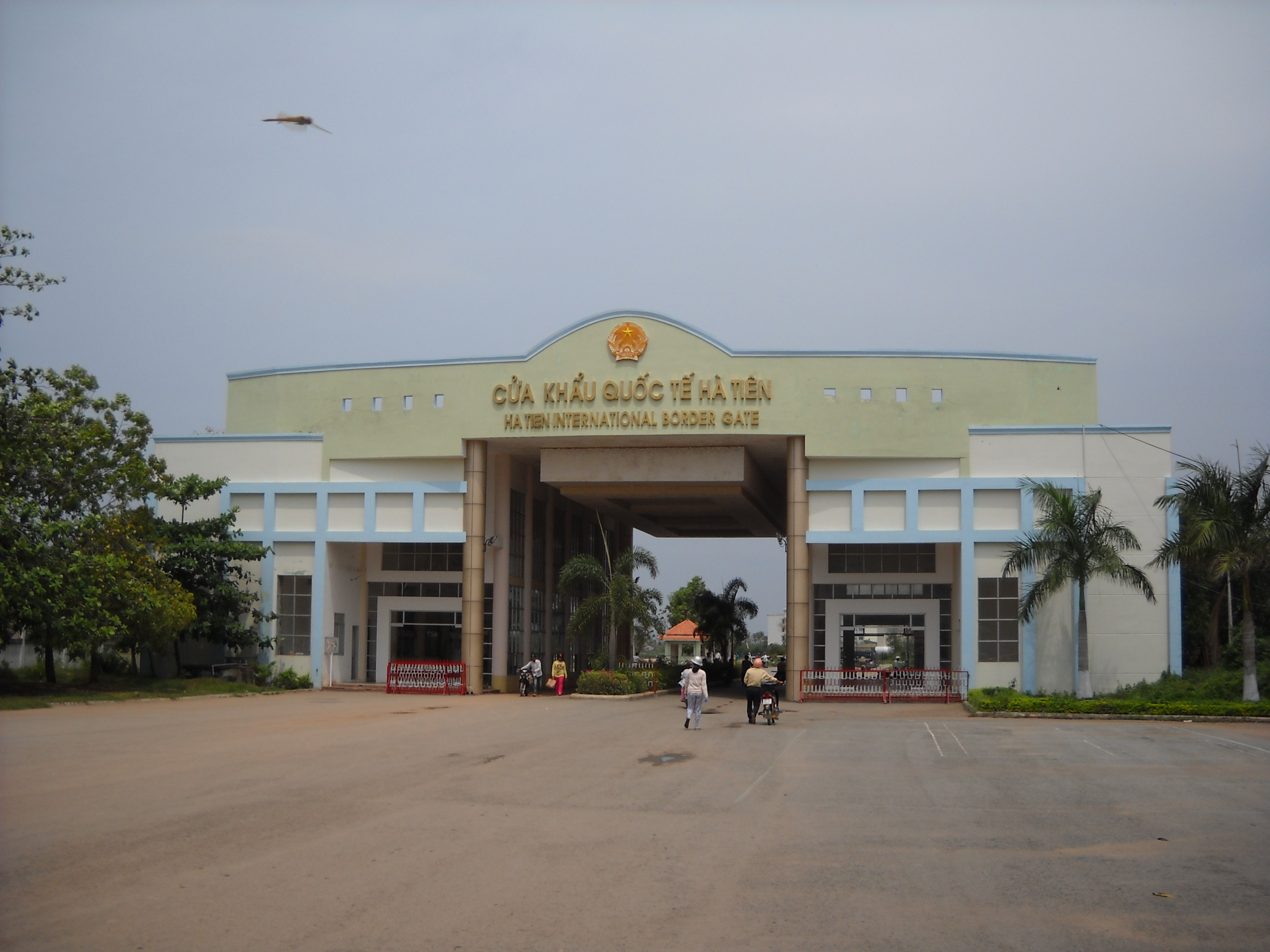
Cửa khẩu Hà Tiên tỉnh Kiên Giang, trên biên giới Việt Nam-Campuchia.

Tuyến biên giới đất liền Việt Nam – Campuchia, chủ yếu chạy theo hướng bắc-nam và đông bắc-tây nam, đi qua biên 9 tỉnh của Campuchia (là Ratanakiri, Mondulkiri, Kratié, Tbong Khmum, Svay Rieng, Prey Veng, Kandal, Takéo và Kampot), và 10 tỉnh của Việt Nam (là Kon Tum, Gia Lai, Đắk Lắk, Đắc Nông, Bình Phước, Tây Ninh, Long An, Đồng Tháp, An Giang và Kiên Giang). Đường biên giới này có điểm bắt đầu là cột mốc ngã ba Việt Nam-Lào-Campuchia, trên ranh giới hai tỉnh Ratanakiri và Kon Tum.
Các xã biên giới của Việt Nam (tổng cộng 101 xã):
- Tỉnh Kon Tum: huyện Ngọc Hồi (Sa Loong), huyện Sa Thầy (Mô Rai, Rơ Kơi), huyện Ia H'Drai (Ia Dom, Ia Đal, Ia Tơi). Kon Tum tiếp giáp tỉnh Ratanakiri. Đường biên giới thuộc tỉnh Kon Tum dài khoảng 95 km.
- Tỉnh Gia Lai: huyện Ia Grai (Ia O, Ia Chia), huyện Đức Cơ (Ia Dom, Ia Nan, Ia Pnôn), huyện Chư Prông (Ia Púch). Gia Lai tiếp giáp tỉnh Ratanakiri. Đường biên giới thuộc tỉnh Gia Lai dài khoảng 90 km.
- Tỉnh Đắk Lắk: huyện Ea Súp (Ya Tờ Mốt, Ea Bung, Ia Lốp), huyện Buôn Đôn (Krông Na). Đắk Lắk tiếp giáp tỉnh Mondulkiri. Đường biên giới thuộc tỉnh Đắk Lắk dài khoảng 73 km.
- Tỉnh Đắk Nông: huyện Cư Jút (Đắk Wil), huyện Đắk Mil (Đắk Lao, Thuận An), huyện Đắk Song (Thuận Hạnh), huyện Tuy Đức (Quảng Trực, Đắk Búk So). Đắk Nông tiếp giáp tỉnh Mondulkiri. Đường biên giới thuộc tỉnh Đắk Nông dài khoảng 120 km.
- Tỉnh Bình Phước: huyện Lộc Ninh (Lộc Thịnh, Lộc Thành, Lộc Thiện, Lộc Tấn, Lộc Thạnh, Lộc Hòa, Lộc An), huyện Bù Đốp (Tân Thành, Tân Tiến, Thanh Hòa, Thiện Hưng, Hưng Phước), huyện Bù Gia Mập (Đắk Ơ, Bù Gia Mập). Bình Phước tiếp giáp các tỉnh: Mondulkiri, Kratié, Tbong Khmum. Đường biên giới thuộc tỉnh Bình Phước dài khoảng 210 km.
- Tỉnh Tây Ninh: huyện Tân Châu (Tân Hòa, Tân Đông, Tân Hà, Suối Ngô), huyện Tân Biên (Tân Lập, Tân Bình, Hòa Hiệp), huyện Châu Thành (Phước Vinh, Hòa Thạnh, Hòa Hội, Thành Long, Ninh Điền, Biên Giới), huyện Bến Cầu (Long Phước, Long Khánh, Long Thuận, Lợi Thuận, Tiên Thuận), thị xã Trảng Bàng (Phước Chỉ, Phước Bình). Tây Ninh tiếp giáp các tỉnh: Tbong Khmum, Prey Veng, Svay Rieng. Đường biên giới thuộc tỉnh Tây Ninh dài khoảng 220 km.
- Tỉnh Long An: huyện Đức Huệ (Mỹ Quý Đông, Mỹ Quý Tây, Mỹ Thạnh Tây, Mỹ Bình, Bình Hòa Hưng), huyện Thạnh Hóa (Thuận Bình, Tân Hiệp), huyện Mộc Hóa (Bình Thạnh, Bình Hòa Tây), thị xã Kiến Tường (Thạnh Trị, Bình Hiệp, Bình Tân), huyện Vĩnh Hưng (Tuyên Bình, Thái Bình Trung, Thái Trị, Hưng Điền A, Khánh Hưng), huyện Tân Hưng (Hưng Hà, Hưng Điền B, Hưng Điền). Long An tiếp giáp các tỉnh: Svay Rieng, Prey Veng. Đường biên giới thuộc tỉnh Long An dài khoảng 136 km.
- Tỉnh Đồng Tháp: huyện Tân Hồng (Thông Bình, Tân Hộ Cơ, Bình Phú), thành phố Hồng Ngự (Bình Thạnh, Tân Hội), huyện Hồng Ngự (Thường Lạc, Thường Thới Hậu A, Thường Phước 1). Đồng Tháp tiếp giáp tỉnh Prey Veng. Đường biên giới thuộc tỉnh Đồng Tháp dài khoảng 49 km.
- Tỉnh An Giang: thị xã Tân Châu (Vĩnh Xương, Phú Lộc), huyện An Phú (Phú Hữu, Quốc Thái, Khánh An, Khánh Bình, Nhơn Hội, Phú Hội, Vĩnh Hội Đông), thành phố Châu Đốc (Vĩnh Nguơn, Vĩnh Tế), thị xã Tịnh Biên (Nhơn Hưng, An Phú, phường Tịnh Biên, An Nông), huyện Tri Tôn (Lạc Quới, Vĩnh Gia). An Giang tiếp giáp các tỉnh: Kandal, Takéo. Đường biên giới thuộc tỉnh An Giang dài khoảng 96 km.
- Tỉnh Kiên Giang: huyện Giang Thành (Vĩnh Điều, Tân Khánh Hòa, Phú Lợi, Phú Mỹ), thành phố Hà Tiên (Đông Hồ, Mỹ Đức). Kiên Giang tiếp giáp các tỉnh: Takéo, Kampot. Đường biên giới trên bộ thuộc tỉnh Kiên Giang dài khoảng 48 km (hay).

Các xã biên giới của Campuchia (tổng cộng 80 xã):
- Tỉnh Ratanakiri: huyện Ta Veaeng (Ta Veaeng Leu), huyện Andoung Meas (Nhang), huyện Ou Ya Dav (Sesan, Pak Nhai, Ya Tung, Pa Te)[8].
- Tỉnh Mondulkiri: huyện Kaoh Nheaek (Ou Buon Leu, Srae Huy, Srae Sangkom), huyện Pechr Chenda (Krang Teh, Bu Sra), huyện Ou Reang (Dak Dam, Saen Monourom), huyện Kaev Seima (Srae Khtum)[9].
- Tỉnh Kratié: huyện Snuol (Pir Thnu)[10].
- Tỉnh Tbong Khmum: huyện Memot (Tonlung, Chaom Kravien, Chaom, Chan Mul, Rung, Triek, Dar), huyện Ponhea Kraek (Kraek, Trapeang Phlong, Kak)[11].
- Tỉnh Prey Veng: huyện Kamchay Mear (tiếp giáp tỉnh Tây Ninh ở xã Krabau).
- Tỉnh Svay Rieng: huyện Romeas Haek (Tras, Kokir, Kampong Trach, Doung), huyện Rumduol (Thna Thnong, Bos Mon, Pong Tuek), huyện Svay Teab (Kokir Saom, Prey Ta Ei, Monourom, Chrak Mtes), huyện Chantrea (Bavet, Prasat, Me Sa Thngak, Samraong, Tuol Sdei, Chantrea (xã)), huyện Kampong Rou (Tnot, Ksetr, Nhor, Thmei, Banteay Krang, Samyaong), huyện Svay Chrum (Basak, Kampong Chamlang, Chambak, Kruos)[12]. Tỉnh Svay Rieng tiếp giáp các tỉnh Tây Ninh, Long An.
- Tỉnh Prey Veng: huyện Kampong Trabaek (Cham, Cheang Daek, Peam Montear), huyện Preah Sdach (Banteay Chakrei, Preah Sdach (xã)), huyện Peam Chor (Kaoh Sampov, Kaoh Roka)[13]. Phần lớn biên giới Prey Veng tiếp giáp các tỉnh Long An, Đồng Tháp.
- Tỉnh Kandal: huyện Leuk Daek (K'am Samnar), huyện Kaoh Thum (Preaek Chrey, Chheu Kmau, Sampov Pun)[14]. Kandal tiếp giáp tỉnh An Giang.
- Tỉnh Takéo: huyện Angkor Borei (Kouk Thlok), huyện Bourei Cholsar (Bourei Cholsar (thị trấn), Kampong Krasang, Chey Chouk), huyện Kaoh Andaet (Prey Yuthka), huyện Kiri Vong (Kamnab, Phnum Den, Saom, Ta Ou, Prey Rumdeng)[15]. Tỉnh Takéo tiếp giáp các tỉnh An Giang, Kiên Giang.
- Tỉnh Kampot: huyện Banteay Meas (Tnoat Chong Srang, Prey Tonle), huyện Kampong Trach (Preaek Kroes, Boeng Sala Khang Tboung, Ruessei Srok Khang Kaeut, Ruessei Srok Khang Lech)[16]. Tỉnh Kampot tiếp giáp tỉnh Kiên Giang.

Từ năm 2006 đến năm 2015, hai bên đã phân giới được khoảng 920 km trong tổng số chiều dài đường biên giới khoảng 1137 km; xác định được 260 (trên thực địa)/314 (theo hiệp định) vị trí mốc (đạt 84,1%); xây dựng được 305 (trên thực địa)/371 (theo hiệp định) cột mốc (đạt 82,2%); quy thuộc được 104 cồn bãi, trong đó: 39 cồn bãi quy thuộc Việt Nam, 65 cồn bãi quy thuộc Campuchia.

## Lịch sử

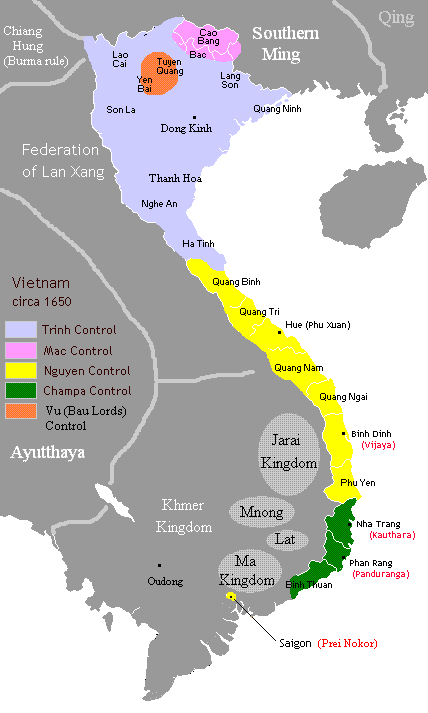
Nửa đầu thế kỷ XVII vùng đất Prey Nokor (Sài Gòn ngày nay) trở thành nhượng địa của Việt Nam sau cuộc hôn nhân hoàng gia Việt-Cao Miên. Biên giới Việt-Cao Miên bắt đầu hình thành.

Biên giới Cao Miên (Nam Vang trấn) - Nam Kỳ (Gia Định phủ), được Jean-Louis Taberd vẽ trong An Nam đại quốc họa đồ năm 1838. Các địa danh ven đường biên: Cửa Cần vọt seu Compot, Sá an, Núi thiêng bà đen, Quang phong.

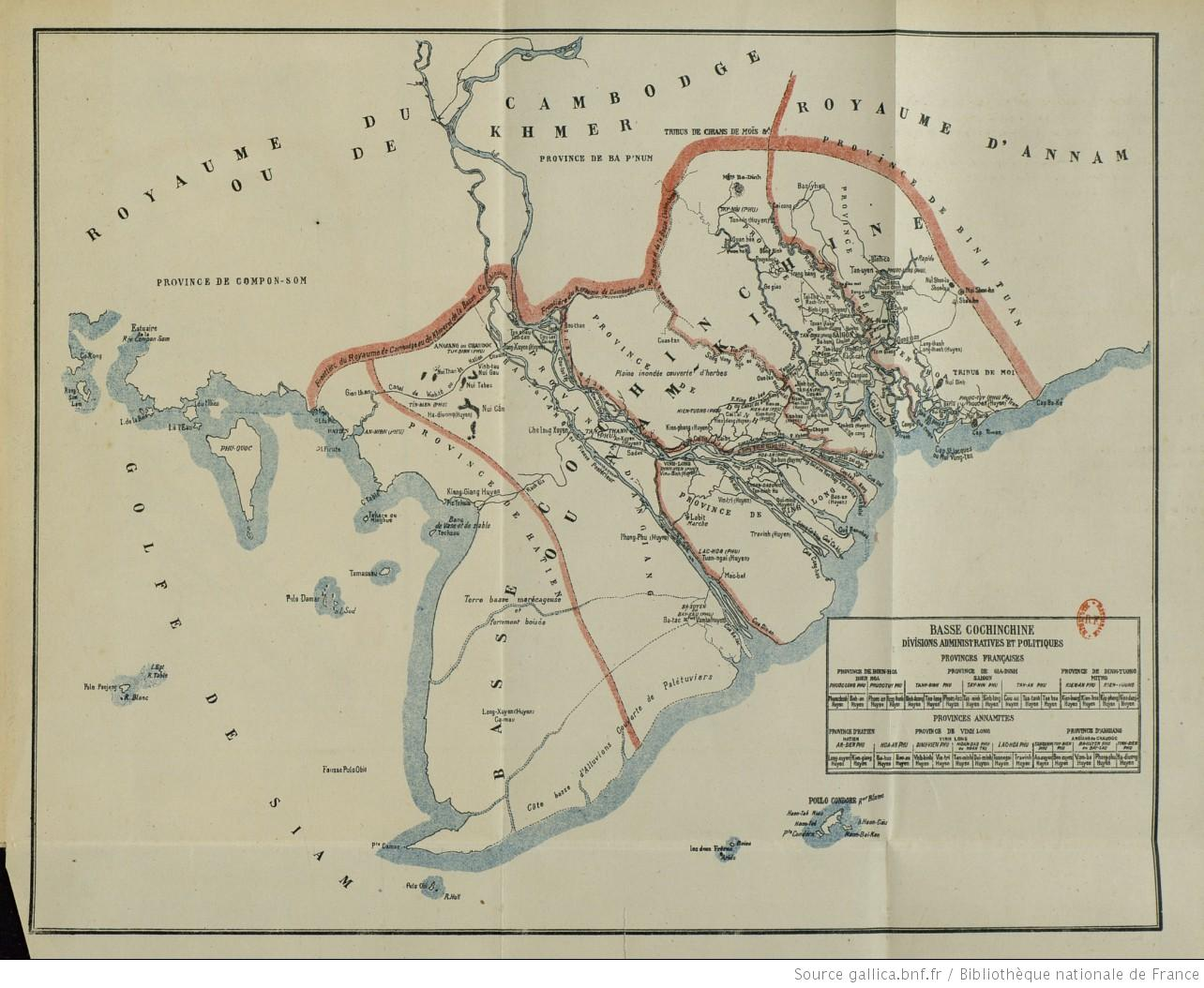
Bản đồ Nam Kỳ Lục tỉnh (Basse Cochinchine). Đường biên giới giữa Vương quốc Campuchia của người Khmer với Nam Kỳ Lục Tỉnh (Frontière du Royaume de Cambodge de Khmere de la Basse Cochinchine), chạy song song cách xa kênh Vĩnh Tế với một vùng đất nằm kẹp ở giữa, và bao vùng lồi Svay Rieng trong phần lãnh thổ Nam Kỳ Lục Tỉnh.

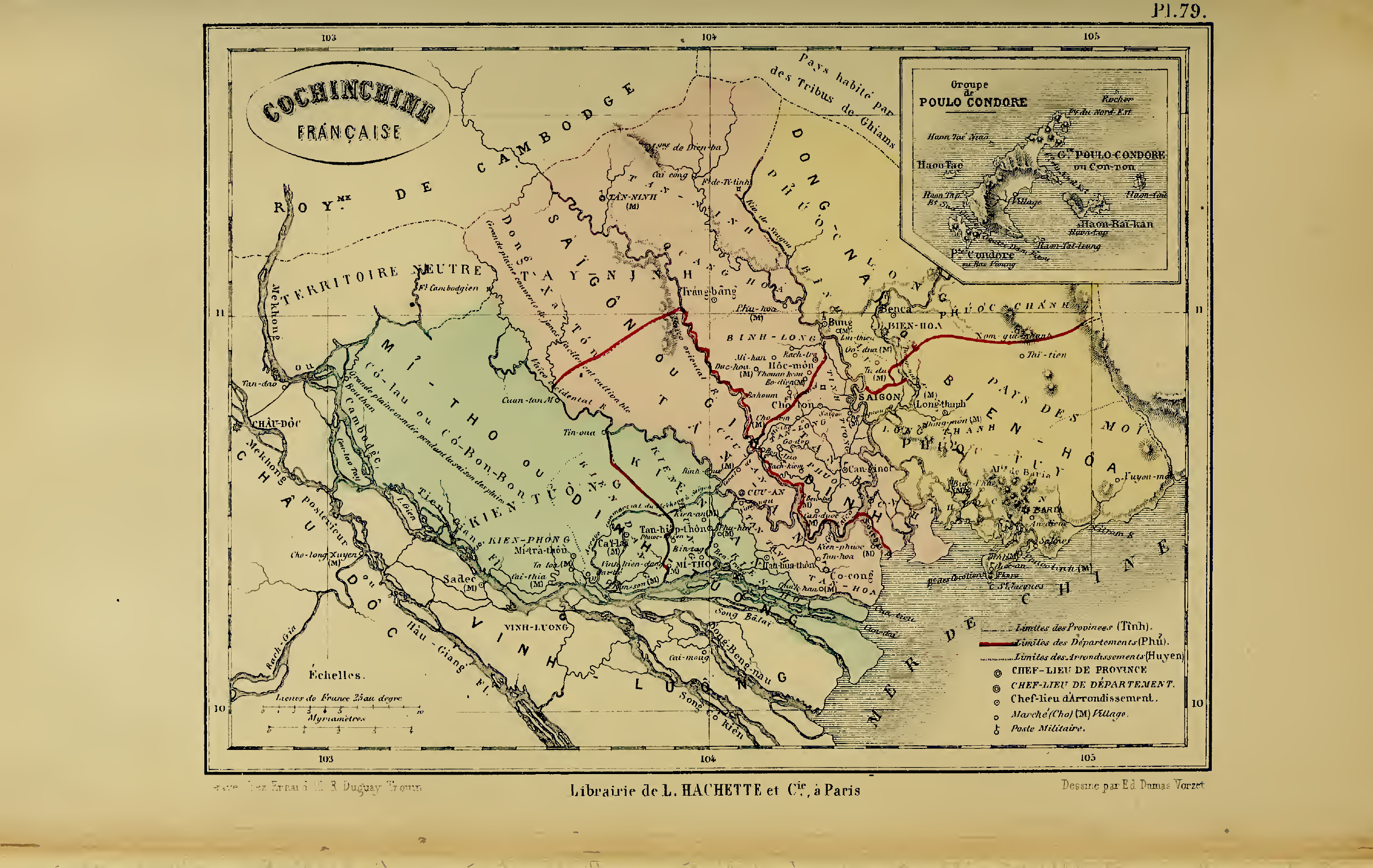
Nam Kỳ thuộc Pháp năm 1865.

Bản đồ biên giới Việt Nam-Campuchia năm 1870, khu vực K.Svai Téap vốn ngay trước đó thuộc hạt thanh tra Trảng Bàng ngày nay là vùng lồi "Mỏ Vịt" tỉnh Svay Rieng. Biên giới này được điều chỉnh bởi thỏa thuận giữa Thống đốc Nam Kỳ thuộc Pháp và vua Cao Miên Norodom I, ký kết ngày 9 tháng 7 năm 1870.

(Khet) Svai Teep (Soài Tiếp-Soài Riêng) năm 1884.

Biên giới Việt Nam-Campuchia bắt đầu được hình thành từ thế kỷ XVII-XVIII, dưới thời các chúa Nguyễn ở Đàng Trong (Cochinchine) của nước Đại Việt: ban đầu bao quanh xứ Sài Gòn-Đồng Nai vào thế kỷ XVII, đến thế kỷ XVIII thêm đường bao quanh xứ Hà Tiên ven bờ vịnh Thái Lan tới tận Vũng Thơm (Sihanoukville), Cần Vọt (Kampot). Sang cuối thế kỷ XVIII quá trình Nam tiến của người Việt kết thúc, và tới đầu thế kỷ XIX thời nhà Nguyễn, đường biên giới này đã được nối liền và định hình rõ gồm chủ yếu biên giới giữa trấn Gia Định (1802-1808) hay Gia Định Thành (1808-1832), sau là Nam Kỳ Lục tỉnh (Basse Cochinchine) (1832-1867) của nước Đại Nam (Việt Nam) với Vương quốc Cao Miên. Tuy nhiên, biên giới này không ổn định, (đặc biệt là giai đoạn 1835-1840, phần lớn Cao Miên bị sáp nhập vào Đại Nam thành Trấn Tây Thành (với cơ chế hành chính gần giống như Gia Định Thành)). Từ giữa thế kỷ XIX (1841-1867), đến khi thực dân Pháp chiếm đóng Nam kỳ (1862-1867) và áp đặt chế độ bảo hộ ở Cao Miên (1863), đường biên giới này khá ổn định, và được công nhận quốc tế bởi hòa ước 3 bên Đại Nam-Cao Miên-Xiêm La (1845). Trong thời kỳ thực dân Pháp đô hộ Nam Kỳ, Cao Miên và sau là toàn cõi Đông Dương, biên giới Việt Nam-Campuchia chỉ mang tính chất là đường ranh giới hành chính giữa các xứ Việt Nam thuộc Pháp với xứ Campuchia thuộc Pháp đều nằm trong Liên bang Đông Dương (1887-1954), bao gồm hai phần: Đoạn biên giới giữa Nam Kỳ thuộc Pháp (CochinChina Française) và Campuchia được hoạch định bởi thỏa ước Pháp-Campuchia năm 1873, đã được phân giới cắm mốc nhưng đến nay còn rất ít dấu tích trên thực địa. Đoạn biên giới giữa hai xứ bảo hộ của Pháp là Trung Kỳ (Annam) và Campuchia không có văn bản phân định đường biên giới, chỉ có nghị định xác định ranh giới với các tỉnh Trung Kỳ, chưa được phân giới cắm mốc. Hai phần biên giới trên đã được chính quyền Pháp thể hiện trên 26 mảnh bản đồ Bonne tỷ lệ 1/100.000 do Sở Địa dư Liên bang Đông Dương xuất bản. Đường biên giới pháp lý giữa hai nước Việt Nam và Campuchia hiện nay, trên cơ sở kế tục đường biên giới do Pháp để lại sau khi chiến tranh Đông Dương kết thúc, cũng chính đường ranh giới (bản đồ Bonne) khá ổn định giữa các xứ Nam Kỳ, Trung Kỳ và Campuchia nằm trong Liên bang Đông Dương thuộc Pháp thời kỳ đầu và giữa thế kỷ XX (1914-1945 và 1945-1954).

### Biên giới Việt Nam-Campuchia trước khi Pháp xâm lược Đông Dương
- Biên giới Cao Miên-Đàng Trong
- Biên giới Cao Miên-Gia Định tổng trấn (Gia Định Thành) giai đoạn 1802-1820
- Biên giới Cao Miên-Nam Kỳ Lục tỉnh giai đoạn 1820-1835
- Biên giới Trấn Tây Thành-Nam Kỳ Lục tỉnh giai đoạn 1836-1840
- Biên giới Cao Miên-Nam Kỳ Lục tỉnh giai đoạn 1841-1867

### Biên giới Việt Nam-Campuchia thời thuộc Pháp
- Biên giới Nam Kỳ thuộc Pháp-Cao Miên giai đoạn 1862-1870-1873. Nam Kỳ lúc này đóng vai trò là lãnh thổ hải ngoại của Pháp (lãnh thổ chính quốc) còn Cao Miên là xứ bảo hộ của nước Pháp (lãnh thổ chư hầu). Đây là giai đoạn thay đổi biên giới đáng kể so với các giai đoạn trước đây. Lần đầu tiên biên giới được xác lập qua các mốc thực địa và văn bản của các thỏa ước năm 1870 (ngày 9-7) và năm 1873 (ngày 15-7).
  - Năm 1870, Pháp cùng Cao Miên điều chỉnh ranh giới tại vùng thượng nguồn giữa hai sông Vàm Cỏ Tây, Vàm Cỏ Đông, vốn thuộc hai hạt Trảng Bàng và Tây Ninh của Nam Kỳ: phần lớn đất đai vùng này là vùng lồi Svay Tieep-Svay Rieng (nay thuộc tỉnh Svay Rieng) giao cho Campuchia, bù lại cắt một phần đất nhỏ dọc bờ tây nam rạch Cái Cậy (thượng lưu của sông Vàm Cỏ Đông) vốn thuộc tỉnh Prey Veng lúc đó giao cho Nam Kỳ (về sau vùng này lại trả về cho Campuchia bởi nghị định của Toàn quyền Đông Dương năm 1914).[21][22]
  - Năm 1873, Pháp hoàn thành việc cắt chỉnh địa giới hai hạt Hà Tiên và Châu Đốc của Nam Kỳ, phần đất phía bắc kênh Vĩnh Tế và thị xã Hà Tiên ngày nay giao cho Campuchia[23][24].
- Biên giới Nam Kỳ thuộc Pháp-Cao Miên giai đoạn 1873-1887.

- Biên giới Nam Kỳ thuộc Pháp-Cao Miên, trong Liên bang Đông Dương giai đoạn 1887-1914. Biên giới này từ giai đoạn này trở đi chỉ có tính chất là ranh giới hành chính giữa hai xứ trong Liên bang nên đều được điều chỉnh mỗi khi thay đổi bằng các nghị định của Toàn quyền Đông Dương. Lần lượt là: Nghị định ngày 10-12-1898, sửa đổi đoạn biên giới giữa Tây Ninh và tỉnh Svay Rieng. Nghị định ngày 20-3-1899, điều chỉnh đoạn biên giới tỉnh Tân An (nay là Long An) và tỉnh Svay Rieng. Nghị định ngày 31-7-1914, là lần điều chỉnh trên nhiều đoạn biên giới trong đó gồm: đoạn biên giới giữa tỉnh Hà Tiên và tỉnh Kampot, đoạn biên giới giữa tỉnh Tây Ninh và tỉnh Prey Veng (vùng đất dọc bờ nam rạch Cái Cậy thỏa ước năm 1870 quy về thuộc Tây Ninh Nam Kỳ tới nghị định này được cắt trả về Campuchia[25]), và đoạn biên giới giữa tỉnh Thủ Dầu Một và tỉnh Kampong Cham.
- Biên giới Nam Kỳ thuộc Pháp-Cao Miên, trong Liên bang Đông Dương giai đoạn 1914-1954. Giai đoạn này, biên giới Nam Kỳ-Campuchia khá ổn định, chỉ có một vài thay đổi nhỏ được xác định qua các nghị định sau: 
  - Nghị định ngày 6-12-1935 thay đổi ranh giới tỉnh Châu Đốc và tỉnh Kandal đoạn giữa sông Hậu Giang và sông Tiền Giang
  - Nghị định ngày 11-12-1936 thay đổi ranh giới giữa các tỉnh Châu Đốc và tỉnh Prey Veng.
  - Tháng 7-1942, Pháp giao làng Bình Di cho Cam Bốt, đổi lại Cam Bốt giao làng Khánh Hòa cho xã Khánh An (nay thuộc huyện An Phú, tỉnh An Giang).[26]
- Biên giới Trung Kỳ-Cao Miên, trong Liên bang Đông Dương giai đoạn 1893-1954

### Biên giới Việt Nam-Campuchia 1954-đến nay
- Biên giới Campuchia-Việt Nam Cộng hòa (1955-1975)
- Biên giới Campuchia-Cộng hòa Xã hội chủ nghĩa Việt Nam (1976-1985)
- Biên giới Campuchia-Cộng hòa Xã hội chủ nghĩa Việt Nam (1985 đến nay)

### Danh mục bản đồ Bonne 26 mảnh tỷ lệ 1/100000
Bản đồ Bonne 26 mảnh tỷ lệ 1/100000, là tập bản đồ được chính quyền Đông Dương của Pháp xuất bản trong khoảng những năm gần năm 1954 nhất (khoảng 1951-1955). Tập bản đồ này được quốc vương Norodom Sihanouk gửi lên Liên hiệp Quốc để lưu trữ năm 1964. Trong những năm 1963-1969, tập bản đồ được quốc tế công nhận rộng rãi. Các hiệp định phân định biên giới giữa 2 nước cũng từng lấy chúng làm cơ sở để xây dựng các hiệp định. 

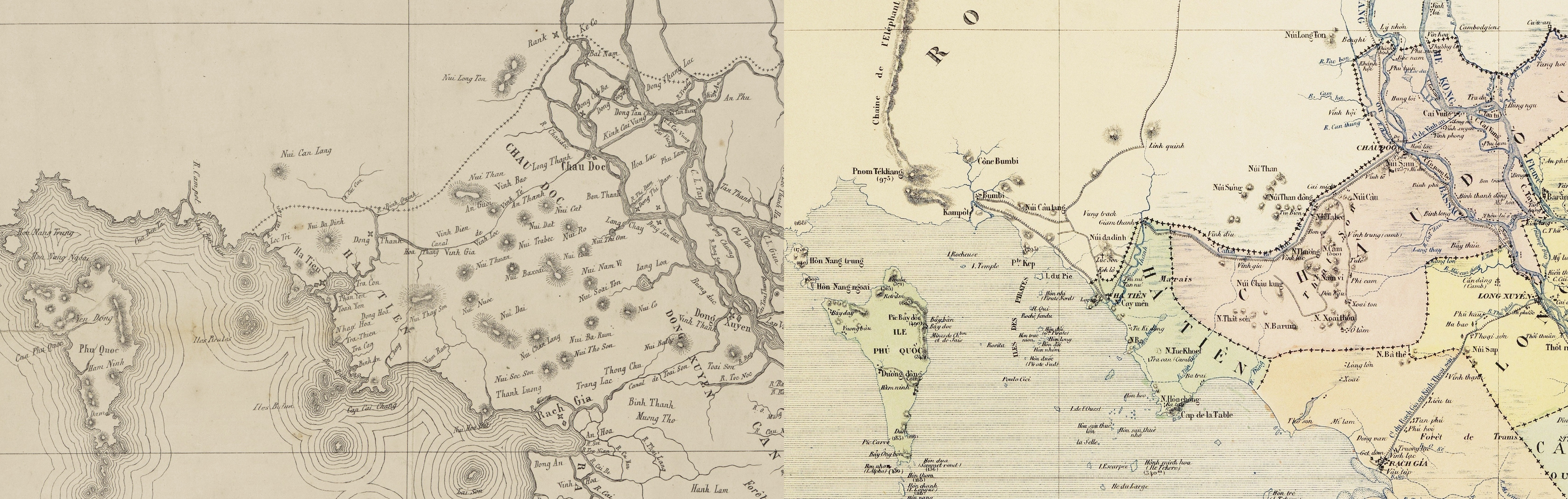
Sự thay đổi biên giới giữa các tỉnh Miền Tây trong Nam Kỳ Lục tỉnh với vương quốc Cao Miên ngay sau khi Pháp chiếm xong 3 tỉnh Miền Tây Nam Kỳ thời những năm 1870.

| Tên bản đồ            | Số hiệu mảnh bản đồ | Năm sản xuất | Cơ quan xuất bản            |
| 01.DacTo-Ouest        | 148-W               | 9-1954       | Sở Địa dư Đông Dương        |
| 02.YaLi-Ouest         | 156-W               | 9-1955       | Sở Địa dư Quốc gia Việt Nam |
| 03.BoKham-Est         | 164-E               | 10-1953      | Sở Địa dư Đông Dương        |
| 04.BoKham-Ouest       | 164-W               | 3-1954       | Sở Địa dư Đông Dương        |
| 05.KoEaYon-Est        | 172-E               | 9-1953       | Sở Địa dư Đông Dương        |
| 06.KoEaYon-Ouest      | 172-W               | 5-1952       | Sở Địa dư Đông Dương        |
| 07.BanDon-Est         | 181-E               | 11-1953      | Sở Địa dư Đông Dương        |
| 08.BanDon-Ouest       | 181-W               | 4-1953       | Sở Địa dư Đông Dương        |
| 09.Poste Kaitre-Est   | 192-E               | 10-1953      | Sở Địa dư Đông Dương        |
| 10.Poste Kaitre-Ouest | 192-W               | 10-1953      | Sở Địa dư Đông Dương        |
| 11.Srae Khtum-Est     | 191-E               | 10-1953      | Sở Địa dư Đông Dương        |
| 12.Loc Ninh-Est       | 201-E               | 10-1954      | Sở Địa dư Đông Dương        |
| 13.Loc Ninh-Ouest     | 201-W               | 2-1953       | Sở Địa dư Đông Dương        |
| 14.MiMot-Est          | 200-E               | 10-1951      | Sở Địa dư Đông Dương        |
| 15.MiMot-Ouest        | 200-W               | 10-1951      | Sở Địa dư Đông Dương        |
| 16.Tay Ninh-Est       | 210-E               | 11-1951      | Sở Địa dư Đông Dương        |
| 17.Tay Ninh-Ouest     | 210-W               | 11-1951      | Sở Địa dư Đông Dương        |
| 18.Prey Veng-Est      | 209-E               | 6-1952       | Sở Địa dư Đông Dương        |
| 19.Trang Bang-Est     | 220-E               | 1-1952       | Sở Địa dư Đông Dương        |
| 20.Trang Bang-Ouest   | 220-W               | 1-1952       | Sở Địa dư Đông Dương        |
| 21.SvayRieng-Est      | 219-E               | 2-1951       | Sở Địa dư Đông Dương        |
| 22.SvayRieng-Ouest    | 219-W               | 2-1951       | Sở Địa dư Đông Dương        |
| 23.TaKeo-Est          | 218-E               | 9-1951       | Sở Địa dư Đông Dương        |
| 24.HaTien-Est         | 227-E               | 1-1953       | Sở Địa dư Đông Dương        |
| 25.HaTien-Ouest       | 227-W               | 1-1953       | Sở Địa dư Đông Dương        |
| 26.KamPot-Est         | 226-E               | 12-1951      | Sở Địa dư Đông Dương        |

### Danh mục bản đồ UTM 40 mảnh tỷ lệ 1/50000
Một số đoạn biên giới sử dụng tập bản đồ Bonne không thể phân định rõ ràng, nên trong Hiệp ước Hoạch định biên giới năm 1985, hai nước Việt Nam và Campuchia thống nhất sử dụng thêm tập bản đồ UTM 40 mảnh tỷ lệ 1/50000 (tỷ lệ lớn hơn bản đồ Bonne) để hỗ trợ cho bản đồ Bonne trong hoạch định biên giới. Tập bản đồ UTM 40 mảnh tỷ lệ 1/50000 do quân đội Hoa Kỳ xuất bản những năm 1969-1971, (chỉ 02 trong số 40 mảnh) do quân đội Việt Nam Cộng hòa xuất bản muộn nhất là vào tháng 4 năm 1975. Danh mục tập bản đồ UTM 40 mảnh tỷ lệ 1/50000 được ghi trong hiệp ước: